# مسرح العلمة الجهوي
مسرح العلمة الجهوي من المسارح الجهوية الجزائرية ويتواجد ببلدية العلمة ولاية سطيف والمسرح الجهوي العلمة مؤسسة عمومية ذات طابع صناعي وتجاري، ويتمثل مقره في المسرح البلدي القديم جنوب مدينة العلمة

## تأسيس المسرح

### الحقبة الإستعمارية
يعود تأسيس المسرح للحقبة الإستعمارية يوم 03 ماي 1929 و 04 فيفري 1934 في عهد بلدية "Pierre Crochet" ومن تصميم المهندس المعماري الفرنسي «مرسال سالاس».

### حقبة الإستقلال
وتطبيقا للمادة الخامسة من المرسوم التنفيذي رقم 07-18 المؤرخ في 27 ذي الحجة عام 1427 الموافق لـ 16 جانفي  سنة 2007  والمتضمن القانون الأساسي للمسارح الجهوية، تمّ استحداث مسرح العلمة الجهوي، وحُدّد مقره في مدينة العلمة بمرسوم تنفيذي رقم 10-34 مؤرخ في 5 صفر عام 1431 الموافق لــ 21 جانفي سنة 2010.

## أعمال
ورغم عمره الفتي، يملك مسرح العلمة في رصيده عدة أعمال:
- “راية الماشينة”
- “هاملت”
- “الجزائر رحلة حب”
- “رحلة قطار”
- “حرب السموط”
- “القراب والصالحين”
- “من حقي نحلم”
- “الثلث الخالي”
- “نوم الهنا”
- “في كل بيت”
- ”بانتورا سبيسيال”
- انتحار الرفيقة الميتة

## المدراء
- 2011- 2014 : فوزية آيت الحاج
- 2014-2016 :لعريبي زيتوني
- 2016 - 2021 :سفيان عطية

## وصلات خارجية
- مسرح العلمة الجهوي